# Konstantinos Schinas
Konstantinos Schinas (grekiska: Κωνσταντίνος Σχινάς), född 1801 i Konstantinopel, död 1870, var en grekisk författare och statsman.
Schinas studerade i Berlin, deltog i frihetskriget, anställdes vid den arkeologiska avdelningen av den vetenskapliga franska expeditionen i Morea och utgav i Paris Grammaire élémentaire du grec moderne (1829). 1834 blev han justitieminister, men avgick snart och verkade som professor i  historia vid universitetet i Aten, där han även fungerade som rektor, tills han 1843 åter blev justitieminister Schinas blev sändebud 1849 i München och 1854 i Wien.
Bland  hans främsta arbeten kan nämnas Dictionnaire français-grec och, bland historiska arbeten, en historia om "De gamla folken i Grekland" (1851).